# David Generelo
David Generelo Miranda (* 11. August 1982 in Badajoz) ist ein ehemaliger spanischer Fußballspieler, der zuletzt bei Real Oviedo in der Segunda División spielte.

## Karriere
Generelo wurde stets als großes Nachwuchstalent für die Zukunft gehandelt. Aus der eigenen Jugend stammend, schaffte er den Sprung in die erste Mannschaft von Real Saragossa, wo es für ihn bis zum Leihgeschäft mit dem damaligen Aufsteiger Gimnàstic de Tarragona stets bergauf ging. Bei den Katalanen konnte er ebenfalls als Stammkraft überzeugen und er war in der Primera División stets einer der besten beim abgeschlagenen Absteiger aus der Saison 2006/07.
Somit war ein Verkauf für Real Saragossa erst einmal vom Tisch, doch bei gerade einmal vier Ligaspielen in der Saison 2007/08 und dem Abstieg Saragossas in die Segunda División schien ein Weggang für Generelo's Entwicklung unvermeidlich. Er blieb jedoch und kam in der Spielzeit 2008/09 aus 23 Einsätze. Im Sommer 2009 wechselte er zum Ligarivalen FC Elche.

## Titel
- Copa del Rey – 2004
- Supercopa de España – 2004